# Primero mataron a mi padre
Primero mataron a mi padre o Se lo llevaron: Recuerdos de una niña de Camboya (camboyano: មុនដំបូង ខ្មែរក្រហម សម្លាប់ ប៉ា របស់ខ្ញុំ, Moun dambaung Jemer Krahm samleab ba robsa Jnhom) es una película biográfica de drama histórico y suspenso dirigida por Angelina Jolie y escrito por Jolie y Loung Ung. Ambientada en 1975, la película muestra a Ung, de 5 años, forzada a ser entrenada como una niña soldado mientras sus hermanos son enviados a campos de trabajo forzado durante el régimen de los Jemeres Rojos. 
La película se proyectó en el Telluride Film Festival y en el Toronto International Film Festival, y se estrenó en todo el mundo en Netflix el 15 de septiembre de 2017, recibiendo críticas positivas.

## Sinopsis
Adaptación de las memorias de Loung Ung, activista por los derechos humanos nacida en Camboya, desde donde huyó en 1975, tras la Guerra Civil que llevó al poder a los Jemeres Rojos. La historia se relata a través de los propios ojos de Ung durante el represivo régimen de Pol Pot, desde que tenía 5 años y los Jemeres Rojos tomaron el poder, hasta los 9 años. Durante todo ese tiempo su familia luchó por mantenerse unida.

## Reparto
- Sreymoch Sareum como Loung Ung.
- Kompheak Phoeung como Pa Ung.
- Socheta Sveng como Ma Ung.
- Sreyneang Oun como Keav.

## Producción
El 23 de julio de 2015, se anunció que Angelina Jolie dirigiría una adaptación cinematográfica de las memorias Primero mataron a mi padre por Loung Ung para Netflix, para lo cual Jolie y Ung escribieron el guion. Jolie también produciría la película junto con Rithy Panh, mientras que el hijo de Jolie, Maddox Jolie-Pitt, sería el productor ejecutivo.

### Grabación
La fotografía principal de la película comenzó a principios de noviembre de 2015 en Siem Reap y concluyó en febrero de 2016 en Battambang, Camboya. El rodaje también se realizó en Phnom Penh.

## Reconocimientos
- 2017: Globos de Oro: Nominada a Mejor película de habla no inglesa
- 2017: National Board of Review (NBR): Premio a la libertad de expresión
- 2017: Critics Choice Awards: Nominada a mejor película de habla no inglesa
- 2017: Satellite Awards: Nominada a mejor película de habla no inglesa